# Sporichthya
Sporichthya es un género de bacterias grampositivas de la familia Sporichthyaceae. Fue descrito en el año 1968. Su etimología hace referencia a espora en forma de pez. Son bacterias aerobias, móviles y esporuladas. Se encuentran en suelos. 

## Taxonomía
Actualmente existen dos especies descritas:
- Sporichthya brevicatena
- Sporichthya polymorpha